# Euproctis ceramozona
Euproctis ceramozona är en fjärilsart som beskrevs av Collenette 1931. Euproctis ceramozona ingår i släktet Euproctis och familjen tofsspinnare. Inga underarter finns listade i Catalogue of Life.